# Jezlān Dasht
Jezlān Dasht (persiska: جزلان دشت, جِزراندَشت, جَزلان دَشت, دژِزرَندَشت, جَزارَندَشت) är en ort i Iran.   Den ligger i provinsen Zanjan, i den nordvästra delen av landet, 280 km nordväst om huvudstaden Teheran. Jezlān Dasht ligger 471 meter över havet och antalet invånare är 443.
Terrängen runt Jezlān Dasht är kuperad åt sydväst, men åt nordost är den bergig.Runt Jezlān Dasht är det ganska glesbefolkat, med 47 invånare per kvadratkilometer. Närmaste större samhälle är Chavarzaq, 1,8 km söder om Jezlān Dasht. Trakten runt Jezlān Dasht består i huvudsak av gräsmarker.